# Charles Fredericks
Charles Fredericks (Columbus, 5 settembre 1918 – Sherman Oaks, 14 maggio 1970) è stato un attore statunitense.
Interpretò venti film dal 1954 al 1965 e partecipò a più di cinquanta produzioni televisive dal 1954 al 1969. Nel corso della sua carriera, fu accreditato anche con i nomi Charles E. Fredericks e Charlie Fredericks.

## Biografia
Charles Fredericks nacque a Columbus, Mississippi, il 5 settembre 1918.
Per il piccolo schermo interpretò, tra gli altri, il ruolo di Pete Albright in cinque episodi della serie televisiva Le leggendarie imprese di Wyatt Earp dal 1956 al 1957 (più altri quattro episodi con altri ruoli) e numerosi altri personaggi secondari o ruoli da guest star in molti episodi di serie televisive dagli anni cinquanta agli anni sessanta. La sua ultima apparizione per il piccolo schermo avvenne nell'episodio The Night of the Bogus Bandits della serie televisiva Selvaggio west, andato in onda il 7 aprile 1967, che lo vede nel ruolo di un ubriaco.
La sua carriera cinematografica vanta diverse apparizioni (con varie interpretazioni in film di serie B del genere western) tra le quali quelle di Albert Charles McKisco in Tenera è la notte del 1962, di Bob in Il gabinetto del Dr. Caligari del 1962 e di Tom Marshall in Chi giace nella mia bara? del 1964. L'ultima apparizione cinematografica è quella nel film La grande corsa del 1965, nel quale recita non accreditato (l'ultimo accredito risale a Madame P... e le sue ragazze del 1964 in cui interpreta Bert). Contemporaneamente alla carriera di attore per la televisione e per il cinema intraprese una discreta carriera di attore teatrale a Broadway.
Morì per un attacco di cuore a Sherman Oaks, in California, il 14 maggio 1970 e venne seppellito al Forest Lawn Memorial Park di Hollywood Hills.

## Filmografia

### Cinema
- Il passo dei Comanches (Thunder Pass), regia di Frank McDonald (1954)
- Port of Hell, regia di Harold D. Schuster (1954)
- Il tesoro della montagna rossa (Treasure of Ruby Hills), regia di Frank McDonald (1955)
- Tarzan e la giungla proibita (Tarzan's Hidden Jungle), regia di Harold D. Schuster (1955)
- Giuoco implacabile (Las Vegas Shakedown), regia di Sidney Salkow (1955)
- Night Freight, regia di Jean Yarbrough (1955)
- La sfida dei fuorilegge (Hell Canyon Outlaws), regia di Paul Landres (1957)
- Non voglio morire (I Want to Live!), regia di Robert Wise (1958)
- Lo zar dell'Alaska (Ice Palace), regia di Vincent Sherman (1960)
- Febbre nel sangue (A Fever in the Blood), regia di Vincent Sherman (1961)
- Tenera è la notte (Tender Is the Night), regia di Henry King (1962)
- Laddy alla riscossa (Lad: A Dog), regia di Aram Avakian, Leslie H. Martinson (1962)
- Il gabinetto del Dr. Caligari (The Cabinet of Caligari), regia di Roger Kay (1962)
- Le avventure di un giovane (Hemingway's Adventures of a Young Man), regia di Martin Ritt (1962)
- Il buio oltre la siepe (To Kill a Mockingbird), regia di Robert Mulligan (1962)
- Chi giace nella mia bara? (Dead Ringer), regia di Paul Henreid (1964)
- Madame P... e le sue ragazze (A House Is Not a Home), regia di Russell Rouse (1964)
- Ho sposato 40 milioni di donne (Kisses for My President), regia di Curtis Bernhardt (1964)
- My Fair Lady, regia di George Cukor (1964)
- La grande corsa (The Great Race), regia di Blake Edwards (1965)

### Televisione
- Wild Bill Hickok (Adventures of Wild Bill Hickok) – serie TV, 2 episodi (1954-1955)
- Le leggendarie imprese di Wyatt Earp (The Life and Legend of Wyatt Earp) – serie TV, 9 episodi (1956-1959)
- Il sergente Preston (Sergeant Preston of the Yukon) – serie TV, un episodio (1956)
- Broken Arrow – serie TV, 2 episodi (1957-1958)
- Colt.45 – serie TV, 4 episodi (1957-1960)
- Sugarfoot – serie TV, 6 episodi (1957-1961)
- Lawman – serie TV, 2 episodi (1958-1960)
- Bronco – serie TV, 4 episodi (1958-1961)
- Maverick – serie TV, 6 episodi (1958-1962)
- Cheyenne – serie TV, 3 episodi (1958-1962)
- Gunsmoke – serie TV, 7 episodi (1958-1969)
- Have Gun - Will Travel – serie TV, episodio 1x24 (1958)
- Man Without a Gun – serie TV, un episodio (1958)
- Jefferson Drum – serie TV, un episodio (1958)
- L'uomo ombra (The Thin Man) – serie TV, episodio 2x07 (1958)
- Johnny Ringo – serie TV, 2 episodi (1959-1960)
- Avventure lungo il fiume (Riverboat) – serie TV, episodi 1x04-2x05 (1959-1960)
- Bat Masterson – serie TV, 3 episodi (1959-1960)
- I racconti del West (Zane Grey Theater) – serie TV, 3 episodi (1959-1961)
- Indirizzo permanente (77 Sunset Strip) – serie TV, 2 episodi (1959-1963)
- Death Valley Days – serie TV, 2 episodi (1959-1965)
- Disneyland – serie TV, un episodio (1959)
- The Rifleman – serie TV, un episodio (1959)
- The Rough Riders – serie TV, episodio 1x26 (1959)
- Yancy Derringer – serie TV, episodio 1x26 (1959)
- The D.A.'s Man – serie TV, un episodio (1959)
- The Deputy – serie TV, un episodio (1959)
- The Man from Blackhawk – serie TV, un episodio (1959)
- Gli uomini della prateria (Rawhide) – serie TV, 2 episodi (1960-1961)
- Outlaws – serie TV, episodi 1x09-2x02 (1960-1961)
- Goodyear Theatre – serie TV, episodio 3x10 (1960)
- The Alaskans – serie TV, episodio 1x03 (1959)
- Tombstone Territory – serie TV, un episodio (1960)
- Tate – serie TV, un episodio (1960)
- The Tab Hunter Show – serie TV, un episodio (1960)
- La valle dell'oro (Klondike) – serie TV, episodio 1x05 (1960)
- Lock-Up – serie TV, episodio 2x11 (1960)
- Gunslinger – serie TV, un episodio (1961)
- The Case of the Dangerous Robin – serie TV, un episodio (1961)
- Harrigan and Son – serie TV, un episodio (1961)
- Whispering Smith – serie TV, episodio 1x09 (1961)
- Miami Undercover – serie TV, un episodio (1961)
- The Tall Man – serie TV, un episodio (1961)
- Gli intoccabili (The Untouchables) – serie TV, 2 episodi (1962-1963)
- Il virginiano (The Virginian) – serie TV, 3 episodi (1962-1964)
- Dennis the Menace – serie TV, un episodio (1962)
- Bonanza – serie TV, un episodio (1962)
- L'ora di Hitchcock (The Alfred Hitchcock Hour) – serie TV, 2 episodi (1963-1965)
- Laramie – serie TV, un episodio (1963)
- The Wide Country – serie TV, episodio 1x24 (1963)
- Dakota (The Dakotas) – serie TV, episodio 1x15 (1963)
- La legge del Far West (Temple Houston) – serie TV, un episodio (1963)
- Il dottor Kildare (Dr. Kildare) – serie TV, un episodio (1963)
- Sotto accusa (Arrest and Trial) – serie TV, episodio 1x24 (1964)
- Destry – serie TV, un episodio (1964)
- Io e i miei tre figli (My Three Sons) – serie TV, episodio 5x14 (1964)
- Branded – serie TV, episodio 1x16 (1965)
- Batman – serie TV, 2 episodi (1967)
- Selvaggio west (The Wild Wild West) - serie TV, episodio 2x28 (1967)